# Adam Tomàs i Roiget
Adam Tomàs i Roiget   (Amposta, 1 de febrer de 1972) és un enginyer industrial, professor i polític català.

## Biografia
És enginyer industrial per l'Escola Tècnica Superior d'Enginyeria Industrial de Barcelona (UPC) i va ser professor de cicles formatius de grau superior a l'INS Montsià, on des del juny de 2015 està en excedència. Entre els anys 2007 i 2011 fou el director territorial d’Acció Social i Ciutadania de la Generalitat de Catalunya a les Terres de l'Ebre.
Tomàs va presentar per primer cop en les eleccions municipals espanyoles de 1999 en la llista d'Esquerra Republicana de Catalunya, però no fou fins a les eleccions vinents, les eleccions municipals de 2003, sí va aconseguir entrar en el Ple de l'Ajuntament d'Amposta com a regidor. Després d'uns bons resultats en les eleccions del 2011, es va esdevenir el líder del projecte republicà en la ciutat.
Per les eleccions del 2015, va arribar a un acord amb la candidata d'ICV i EUiA d’Amposta, Rosabel Recio, per presentar-se junts i Tomàs i el seu partit van assolir per primera vegada a l'alcaldia d'Amposta, que era una feu convergent, des de la fi de la dictadura franquista i en les del 2019 van obtenir una majoria absoluta.
El maig del 2022, l'Assemblea del seu partit el va rectificar com a candidat a les eleccions del 2023.